# Ям-Іжора
Ям-Іжора (рос. Ям-Ижора) — присілок у Тосненському районі Ленінградської області Російської Федерації.
Населення становить 179 осіб. Належить до муніципального утворення Тельмановське сільське поселення.

## Історія
Населений пункт розташований на історичній землі Іжорія.
Згідно із законом від 22 грудня 2004 року № 116-оз належить до муніципального утворення Тельмановське сільське поселення.

## Населення
| 2007 | 2010 | 2017 |
| ---- | ---- | ---- |
| 168  | ↘103 | ↗179 |